# Noelle Quinn
Noelle Quinn (ou Noel Kuin en Europe), née le 3 janvier 1985 à Los Angeles (Californie) est une joueuse puis entraîneuse de basket-ball américaine et bulgare.

## Biographie
À la Bishop Montgomery High School à Torrance (Californie), où elle pratique aussi le volley-ball et l'athlétisme, elle compile 22,9 points, 10,1 rebonds, 5,6 passes décisives et 3,9 interceptions en senior. Elle est nommée WBCA All-American  et participe au WBCA High School All-America Game (en) de 2003 où elle inscrit deux points.
Draftée en 2007 par les Lynx du Minnesota en 4e position, Noelle Quinn y passe deux saisons avant de rejoindre dans le cadre d'un transfert sa ville natale aux Sparks, équipe dont sa mère est abonnée à l'année depuis la création de la WNBA. Elle y augmente progressivement son impact avec notamment 10,2 points en 32 minutes (avec un record à 24 unités) et 4,0 rebonds, avec tous les matches disputés dans le cinq majeur en 2010.
Titulaire d'un passeport bulgare au nom de Noel Kuin, elle a joué en 2010-2011 pour le Spartak Moscou, atteignant la finale du championnat national (6,1 points, 2,9 rebonds et 1,8 passe décisive) et la finale de l'Euroligue 2011 (5,9 points, 3,8 rebonds et 2,0 passes). Disputant l'Euroligue 2009 avec le club lituanien du TEO Vilnius (8,8 points 3,7 rebonds et 1,3 passe), elle finit la saison au Spartak (1,3 points, 1,8 rebond et 0,8 passe), qui remporte la compétition. Puis elle dispute les qualifications du Euro 2009 sous le maillot bulgare (18,3 points, 3,3 rebonds et 3,0 passes) pour une victoire et trois défaites au premier tour.
En septembre 2012, elle signe de nouveau pour le club israélien d'Elitzur Ramla, pour lequel elle avait déjà joué en 2009-2010 (17,6 points, 5,8 rebonds et 4,7 passes décisives). En 2001-2012, à Adana, ses moyennes étaient de 4,2 points et 3,8 rebonds en Eurocoupe. Après les problèmes financiers de Ramla, elle reste sans club plusieurs semaines puis signe en janvier 2013 en France à l'USO Mondeville pour remplacer la suédoise Binta Drammeh. 
Elle commence la saison 2014-2015 comme remplaçante temporaire de Danielle Robinson à Prague club avec laquelle elle dispute quatre rencontres d'Euroligue, elle rejoint le club polonais d'Artego Bydgosz pour des moyennes de 6,6 points et 4,8 rebonds. Elle signe pour 2015-2016 en Italie avec le club de Saces Dike Napoli qualifié pour l'Eurocoupe.
Le 25 juin 2016, elle rejoint sa précédente franchise du Storm de Seattle après 13 rencontres de la saison WNBA 2016 à 1,6 point de moyenne contre les droits WNBA d'Angelica Robinson.
Elle met un terme à sa carrière de joueuse après la saison WNBA 2018, mais reste au Storm comme entraîneuse adjointe depuis 2019. Le Storm remporte le championnat WNBA 2020. Après le retrait subit de Dan Hughes fin mai 2021, elle lui succède sur le banc du Storm.

## Clubs
WNBA
- 2007-2008 : Lynx du Minnesota
- 2009-2011 : Sparks de Los Angeles
- 2012 : Mystics de Washington
- 2013-2014 : Storm de Seattle
- 2015-2016 :  Mercury de Phoenix
- 2016 :  Mercury de Phoenix
- 2016-2018 : Storm de Seattle

Europe:
- 2008-2009 :  TEO Vilnius
- 2009-2010 :  Elitzur Ramla
- 2010-2011 :  Spartak région de Moscou[réf. nécessaire]
- 2011-2012 :  Botaş Spor Kulübü
- 2012-2012 :  Elitzur Ramla
- 2013-2013 :  USO Mondeville
- 2014-2015 :  USK Prague
- 2014-2015 :  Artego Bydgosz
- 2015-2016 :  Saces Dike Napoli

## Palmarès
- Championne WNBA 2018[16]